# Gran Premio Femenino de Plouay 2018
La 20.ª edición del Gran Premio Femenino de Plouay (oficialmente: Grand Prix de Plouay Lorient Agglomération) se celebró el 25 de agosto de 2018 sobre un recorrido de 125,5 km con inicio y final en la ciudad de Plouay en Francia.
La carrera formó parte del UCI WorldTour Femenino 2018 como competencia de categoría 1.WWT del calendario ciclístico de máximo nivel mundial siendo la vigésimo primera carrera de dicho circuito y fue ganada por la neerlandesa Amy Pieters del equipo Boels Dolmans. El podio lo completaron la también neerlandesa Marianne Vos del equipo WaowDeals y la estadounidense Coryn Rivera del equipo Sunweb.

## Equipos
| Equipos femeninos (20)- Alé Cipollini - Aromitalia Vaiano - Astana Women's - Bizkaia-Durango - Boels Dolmans - BTC City Ljubljana - Canyon-SRAM Racing - Cervélo Bigla - Cylance - Doltcini-Van Eyck Sport - FDJ-Nouvelle Aquitaine-Futuroscope - Health Mate-Cyclelive Team - Mitchelton-Scott - Movistar Team - Sunweb - Tibco-Silicon Valley Bank - Valcar PBM - WaowDeals - Wiggle High5 - WNT-Rotor Pro Cycling |
| |

## Clasificaciones finales
Las clasificaciones finalizaron de la siguiente forma:

### Clasificación general
| \| Clasificación general \| Clasificación general \| Clasificación general \| Clasificación general \| Clasificación general \| \| Ciclista \| Ciclista \| Equipo \| Tiempo \| \| \| --------------------- \| ---------------------- \| ------------------------- \| --------------------- \| --------------------- \| \| 1.ª \| Amy Pieters \| Boels Dolmans \| 3 h 17 min 18 s \| \| \| 2.ª \| Marianne Vos \| WaowDeals \| + 0 s \| \| \| 3.ª \| Coryn Rivera \| Sunweb \| + 0 s \| \| \| 4.ª \| Elena Cecchini \| Canyon-SRAM Racing \| + 0 s \| \| \| 5.ª \| Amanda Spratt \| Mitchelton-Scott \| + 0 s \| \| \| 6.ª \| Alison Jackson \| Tibco-Silicon Valley Bank \| + 0 s \| \| \| 7.ª \| Małgorzata Jasińska \| Movistar Team \| + 0 s \| \| \| 8.ª \| Ashleigh Moolman-Pasio \| Cervélo Bigla \| + 0 s \| \| \| 9.ª \| Eugenia Bujak \| BTC City Ljubljana \| + 0 s \| \| \| 10.ª \| Katarzyna Niewiadoma \| Canyon-SRAM Racing \| + 0 s \| \| \| 11.ª \| Megan Guarnier \| Boels Dolmans \| + 0 s \| \| \| 12.ª \| Elisa Longo Borghini \| Wiggle High5 \| + 0 s \| \| \| 13.ª \| Liane Lippert \| Sunweb \| + 0 s \| \| \| 14.ª \| Aude Biannic \| Movistar Team \| + 0 s \| \| \| 15.ª \| Soraya Paladin \| Alé Cipollini \| + 4 s \| \| |                        |                           |                 |
| |                        |                           |                 |
| Fuente: ProCyclingStats |                        |                           |                 |
| Clasificación general |                        |                           |                 |
| Ciclista | Ciclista               | Equipo                    | Tiempo          |
| 1.ª | Amy Pieters            | Boels Dolmans             | 3 h 17 min 18 s |
| 2.ª | Marianne Vos           | WaowDeals                 | + 0 s           |
| 3.ª | Coryn Rivera           | Sunweb                    | + 0 s           |
| 4.ª | Elena Cecchini         | Canyon-SRAM Racing        | + 0 s           |
| 5.ª | Amanda Spratt          | Mitchelton-Scott          | + 0 s           |
| 6.ª | Alison Jackson         | Tibco-Silicon Valley Bank | + 0 s           |
| 7.ª | Małgorzata Jasińska    | Movistar Team             | + 0 s           |
| 8.ª | Ashleigh Moolman-Pasio | Cervélo Bigla             | + 0 s           |
| 9.ª | Eugenia Bujak          | BTC City Ljubljana        | + 0 s           |
| 10.ª | Katarzyna Niewiadoma   | Canyon-SRAM Racing        | + 0 s           |
| 11.ª | Megan Guarnier         | Boels Dolmans             | + 0 s           |
| 12.ª | Elisa Longo Borghini   | Wiggle High5              | + 0 s           |
| 13.ª | Liane Lippert          | Sunweb                    | + 0 s           |
| 14.ª | Aude Biannic           | Movistar Team             | + 0 s           |
| 15.ª | Soraya Paladin         | Alé Cipollini             | + 4 s           |

## UCI WorldTour Femenino
El Gran Premio Femenino de Plouay otorga puntos para el UCI WorldTour Femenino 2018, incluyendo a todas las corredoras de los equipos en las categorías UCI Team Femenino. Las siguientes tablas muestran el baremo de puntuación y las 10 corredoras que obtuvieron más puntos:
| Posición   | 1.ª | 2.ª | 3.ª | 4.ª | 5.ª | 6.ª | 7.ª | 8.ª | 9.ª | 10.ª | 11.ª | 12.ª | 13.ª | 14.ª | 15.ª | 16.ª-30.ª | 31.ª-40.ª |
| Puntuación | 200 | 150 | 125 | 100 | 85  | 70  | 60  | 50  | 40  | 35   | 30   | 25   | 20   | 15   | 10   | 5         | 3         |

| Clasificación |                      |                    |        |
| Posición      | Ciclista             | Equipo             | Puntos |
| ------------- | -------------------- | ------------------ | ------ |
| 1.ª           | Amy Pieters          | Boels-Dolmans      | 200    |
| 2.ª           | Marianne Vos         | WaowDeals          | 150    |
| 3.ª           | Coryn Rivera         | Sunweb             | 125    |
| 4.ª           | Elena Cecchini       | Canyon SRAM Racing | 100    |
| 5.ª           | Amanda Spratt        | Mitchelton-Scott   | 85     |
| 6.ª           | Alison Jackson       | Tibco-SVB          | 70     |
| 7.ª           | Małgorzata Jasińska  | Movistar           | 60     |
| 8.ª           | Ashleigh Moolman     | Cervélo-Bigla      | 50     |
| 9.ª           | Eugenia Bujak        | BTC City Ljubljana | 40     |
| 10.ª          | Katarzyna Niewiadoma | Canyon SRAM Racing | 35     |